# NGC 6495
NGC 6495 é uma galáxia elíptica (E) localizada na direcção da constelação de Hercules. Possui uma declinação de +18° 19' 39" e uma ascensão recta de 17 horas, 54 minutos e 50,7 segundos.
A galáxia NGC 6495 foi descoberta em 11 de Maio de 1864 por Albert Marth.